# Вероніка П'юа
Зіньякі Вероніка Пьюа (англ. Zingaki Veronika Phewa; нар. 1981) — південноафриканська футболістка, півзахисниця.

## Клубна кар'єра
Футболом розпочала займатися в 1986 році. Виступала за «Дурбан Ледіс» У 2000 році виступала в регіональних змаганнях, визнавалася найкращою гравчинею Міжрегіонального чемпіонату та найкращим бомбардиром (11 голів) турніру. У 2004 році стала найкращим бомбардиром Турніру в Зімбабве (17 голів), того ж року визнавалася найкращою футболісткою року в ПАР. Потім грала у США за «Індіану», відмовилася продовжувати угоду через незадовільну фінансові вимоги.
У середині серпня 2003 року відправилася на перегляд до лондонського «Арсеналу», за результатами якої залишилася в лондонському клубі. Грала також за другу команду «канонірів». 
30 серпня 2008 року, напередодні старту в Лізі чемпіонів, підписала контракт з «Нафтохіміком». У футболці калуського клубу зіграла 5 матчів (3 голи) у чемпіонаті України, ще 6 матчів (1 гол) провела в кубку УЄФА.
Потім грала в «КваЗулу-Натал» на батьківщині.
По завершенні кар'єри графця залишила футбол. Працювала в одному з китайських магазинів.

## Кар'єра в збірній
Одна з найкращих бомбардирів збірної Південно-Африканської республіки. Учасниця фінальної частини кубку КОСАФА 2002, на якому відзначилася 15-а голами. Зокрема, в поєдинку проти Ботсвани (14:0) відзначилася 8-а голами, а в матчі проти Мозамбіку (13:0) — 4-а голами. На кубку КОСАФА 2006 року відзначилася ще двома голами.
У березні 2014 року після 5-річної перерви та перебуваючи без клубу знову отримала виклик до збірної ПАР на товариський матч проти Гани. 